# ドゥルヴァ
ドゥルヴァ（Dhruva, 生年不詳 - 793年）は、インドのデカン地方、ラーシュトラクータ朝の王（在位：780年 - 793年）。同王朝の偉大な王の一人とされる。

## 生涯
クリシュナ1世の次子として生まれた。兄のゴーヴィンダ2世が遊興にふけって政治を省みなかったので、これを倒して即位した。即位後は東ガンガ朝を討って領域を拡大し、パッラヴァ朝・東チャールキヤ朝との戦いにも勝ち、デカン地方で勢力を誇った。さらに北インドへ遠征し、プラティハーラ朝のヴァトサラージャを破って首都カナウジへ入城した。
遠征してきたパーラ朝のダルマパーラも破って北インドの覇権も握り、790年に莫大な戦利品とともに凱旋した。